# Амріта Сінгх
Амріта Сінгх (нар. 9 лютого 1958) — індійська акторка.

## Життєпис
Амріта Сінгх народилася в сикх-мусульманской сім'ї 9 лютого 1958 року. Її батько Шівіндер Сінгх служив в армії, а мати — Рухсана Султан — була політичною активісткою. Амріта Сінгх доводиться внучатою племінницею сикхському письменнику Хушванту Сінгху по батьківській лінії.
Вона почала акторську кар'єру з головної ролі у фільмі «Сила кохання» (1983). Її партнером на знімальному майданчику виступив Санні Деол, для нього ця роль також була першою в акторській карєрі.
У 1991 році Амріта Сінгх одружилася з на 12 років молодшим індійським кінематографістом Саїфом Алі Ханом і надовго зникла з екранів. Останнім великим фільмом, в якому акторка знялася в 1990-х, стала мелодрама «Любовний трикутник» (1993). За роль в ньому Сінгх отримала премію Filmfare Awards, одну з найпрестижніших кінонагород Індії, в категорії " Найкраща акторка другого плану".
Після довгої перерви, в 2002 році, на екрани вийшов новий фільм з Амрітою Сінгх: «Мученики, 23 березня 1931». Ця стрічка присвячена двом індійським революціонерам: Чандрасекару Азаду та Бхагат Сінгху. Сінгх втілила в ньому матір останнього.
У 2004 році шлюб з Саїфом Алі Ханом розпався. Від нього у неї залишилося двоє дітей: дочка Сара Алі (1993) та син Ібрагім Алі (2001).

## Вибрана фільмографія
- Сила кохання (1983)
- Жорстокий світ (1984)
- Раджа (1985)
- Повороти долі (1986)
- Егоїст (фільм) (1987)
- Мета (1987)
- У палаючому вогні (1988)
- Нерівний шлюб (1988)
- Сила закону (1989)
- Зброя (фільм, 1989) (1989)
- Король вулиць (1989)
- Чарівник (1989)
- Туфан (1989)
- Розділ (1989)
- Квартал (1989)
- Сили небесні (1990)
- Інспектор розшуку (1990)
- Образа (1990)
- Привид (1991)
- Одинак (фільм, 1991) (1991)
- Важкий вибір (1991)
- Сур'яванші (1992)
- Мрії джентльмена (1992)
- Танцівниця кабаре (1992)
- Барви життя (1993)
- Любовний трикутник (1993)
- Ніч, що перевернула життя (2005)
- Десять історій про кохання (2007)
- Перестрілка в Локандвалі (2007)
- Очі чорні (2010)